# Astragalus heinzianus
Astragalus heinzianus es una especie de planta del género Astragalus, de la familia de las leguminosas, orden Fabales.

## Distribución
Astragalus heinzianus se distribuye por Irán.

## Taxonomía
Fue descrita científicamente por Maassoumi & Mozaff. Fue publicada en Rostaniha 7 (Suppl. 2): 158 (-159; fig. 2) (2007).